# Herinneringsinsigne Binnenlandse Strijdkrachten 1944-1945
Het Herinneringsinsigne Binnenlandse Strijdkrachten 1944-1945 is een Nederlandse particuliere onderscheiding die voor het einde van de oorlog door Prins Bernhard der Nederlanden werd ingesteld.
De Prins der Nederlanden was op 3 september 1944, zeer tegen de zin van de ministerraad en van de geallieerden tot "Bevelhebber van de Binnenlandse Strijdkrachten" gemaakt. Deze Oranjegezinde gewapende militie moest het gezagsvacuüm opvullen dat ontstond na het verjagen van de Duitse bezetter. De Prins speelde in de hem zeer toegewijde BS een grote rol.
De Binnenlandse Strijdkrachten, officieel Nederlandse Binnenlandse Strijdkrachten of "NBS" kwamen voort uit de drie belangrijkste verzetsgroepen: de Ordedienst (OD), de Landelijke Knokploegen (LKP) en de Raad van Verzet (RVV).
Op 7 februari 1945, dus nog voor de bevrijding, werd op persoonlijk initiatief van Prins Bernhard een herinneringsinsigne ingesteld om uitdrukking te geven aan de erkentelijkheid van de Bevelhebber van de Nederlandse Strijdkrachten voor het belangrijke werk, dat door de Binnenlandse Strijdkrachten in bevrijd gebied onder vaak zeer moeilijke omstandigheden was verricht, dat aan alle leden van de Binnenlandse Strijdkrachten kon worden uitgereikt.
De ongeorganiseerde of spontaan georganiseerde BS heeft tal van verdienstelijke taken uitgevoerd en als bevelhebber van de BS werd Prins Bernhard, zoals dat de bevelhebber van een overwinnend legerkorps toekomt, tot Commandeur in de Militaire Willems-Orde benoemd. Voor de manschappen van de Binnenlandse Strijdkrachten was er geen decoratie of zichtbaar eerbetoon. Zij kwamen niet in aanmerking voor het Mobilisatie-Oorlogskruis of het Oorlogsherinneringskruis. Het Verzetsherdenkingskruis werd pas in 1980 ingesteld. De veteranen van BS kwamen pas in aanmerking voor het Mobilisatie-Oorlogskruis toen het door koningin Beatrix op 1 oktober 1992 opnieuw werd ingesteld.
Het Herinneringsinsigne is een ovaal bronzen plaatje van 25 bij 20 millimeter. Op de voorzijde is een gekroonde "B" afgebeeld met het opschrift "BINNENLANDSCHE STRIJDKRACHTEN 1944-1945". In de rand, onder de '4' van "1944" beginnend en eindigend onder de '1' van "1945" staat de afkorting "VE MI". Vermoedelijk zijn dit de initialen van de ontwerper.
Op de keerzijde is in hoog reliëf de handtekening van Prins Bernhard aangebracht. Daarnaast bevindt zich aan de achterzijde een knevel om het insigne op de revers van een jasje te kunnen dragen.

## Diploma

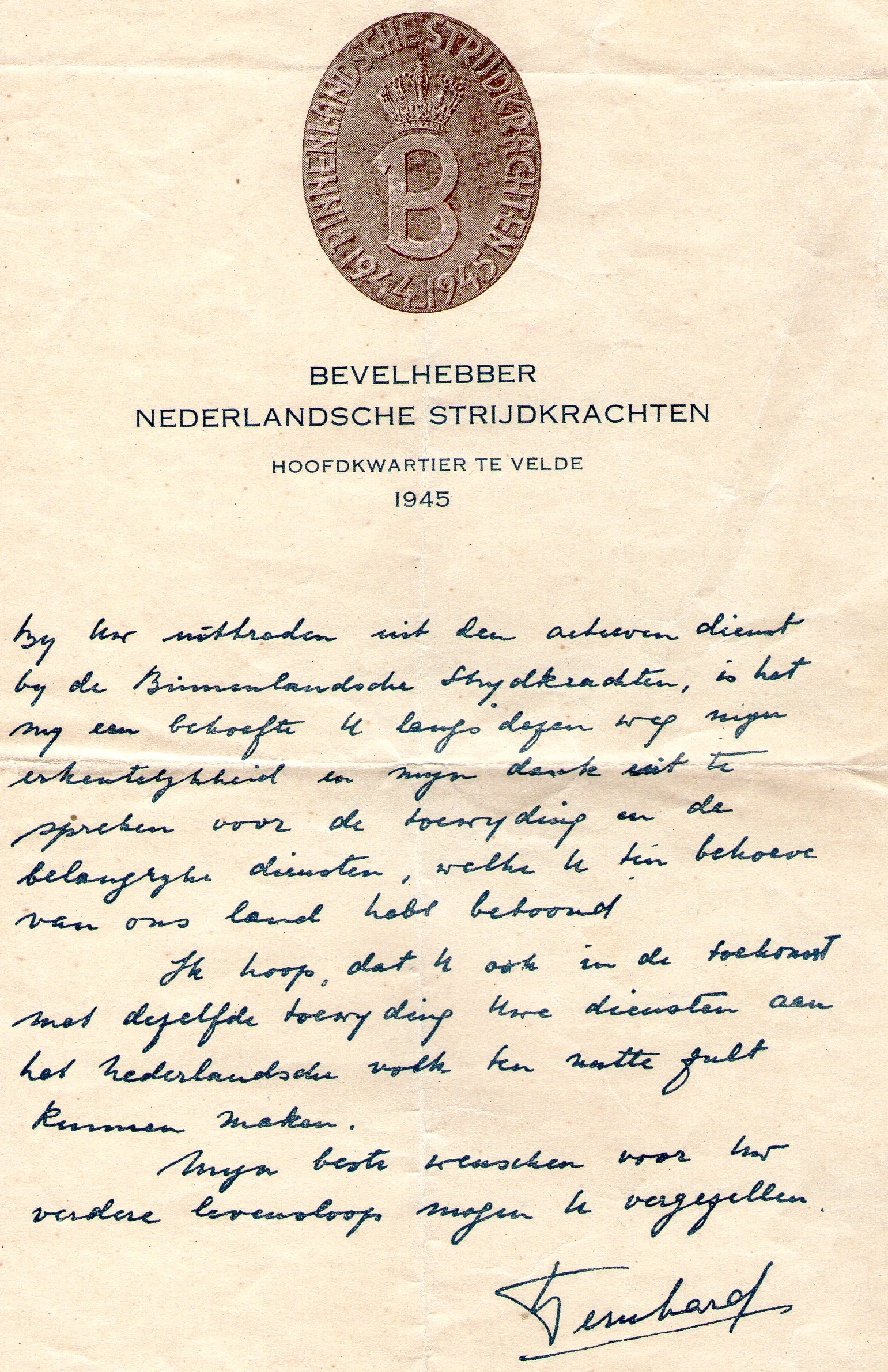
Dankbetuiging van Prins Bernhard (met andere tekst dan in artikel geciteerd).

Elk Herinneringsinsigne werd vergezeld van een document, een brief van Prins Bernhard, met de volgende woorden:

Aan hen die in actieve dienst zijn geweest bij de Binnenlandsche Strijdkrachten, wordt door mij, zoals u wellicht weet, bij hun uittreden het B.S. insigne, vergezeld van een oorkonde, uitgereikt als dank, voor de diensten, welke zij aan ons land hebben bewezen.
Het is mij een behoefte, om dit insigne gelijkertijd, als postume hulde toe te kennen aan diegenen die, in dienst bij de Binnenlandsche Strijdkrachten, hun leven hebben gegeven voor de vrijheid van het vaderland, en ik moge het derhalve thans aan U als nabestaande doen toekomen. Ik verzoek U, dat insigne te willen aanvaarden al bewijs van mijn eerbied en diepe erkentelijkheid voor hem die in den strijd het hoogste offer bracht.
Bernhard

Deze tekst lijkt niet de enige tekst geweest te zijn die als dankbetuiging verstuurd werd.

Hoewel de onderscheiding een particulier karakter heeft gehad, mocht ze vanaf 6 juni 1946 door daartoe gerechtigden op de uniformen van de Koninklijke Landmacht worden gedragen.
Omdat de BS uiteindelijk tienduizenden leden telde zijn er veel insignes vervaardigd.